# Nectouxia
Nectouxia,  je monotipski rod cvjetnica koje pripadaju porodici Solanaceae. Nalazi se u potporodici Solanoideae i u plemenu Salpichroinae. Jedina vrsta je jednogodišnja zeljasta biljka Nectouxia formosa raširena od južnog Teksasa do južnog Meksika.

## Sinonimi
- Atropa arenaria Willd.; Roem. & Schult., Syst. Veg. ed. 15[bis]. 4: 686 (1819)
- Nectouxia bella Miers; Ann. & Mag. Nat. Hist. Ser. II. 4: 138 (1849)